# Eustrotia
Eustrotia là một chi bướm đêm thuộc họ Erebidae.